# Журчалка цветочная
Журчалка цветочная (лат. Myathropa florea) — вид европейских мух-журчалок из подсемейства Eristalinae.

## Распространение
В России распространён в европейской части, южной части Хабаровской области, Приморском крае и в Сибири. За рубежом распространён в Западной Европе, на Кавказе, в Туркменистане, Таджикистане, Северной Африке, на Азорских и Канарских островах и в Японии.

## Описание
В длину муха достигает 10-13 мм. Среднеспинка серо-опылённая, с парой поперечных чёрных пятен, переднее из которых обычно медиально разделённое.

## Экология и местообитания
Личинки питаются сапробиотическими бактериями в гнилых дуплах клёна (Acer), конского каштана (Aesculus), осины (Populus), ивы (Salix), сосны (Pinus) и в дуплах, во влажных и гниющих корнях бука (Fagus).

### Естественные враги
На личинках этой журчалки паразитирует вид ос Rhembobius perscrutator из семейства ос-наездников — ихневмонид.

## Галерея

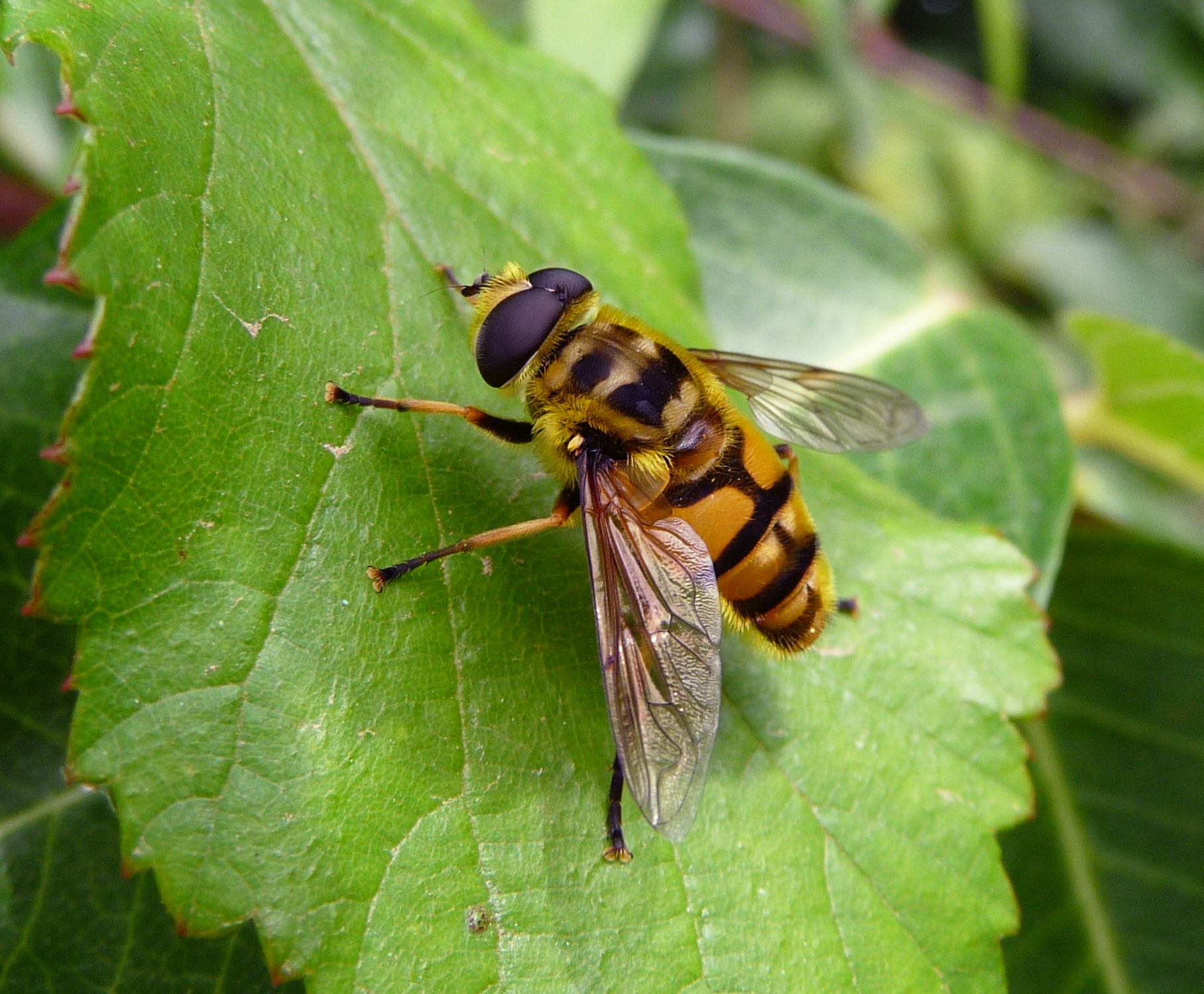
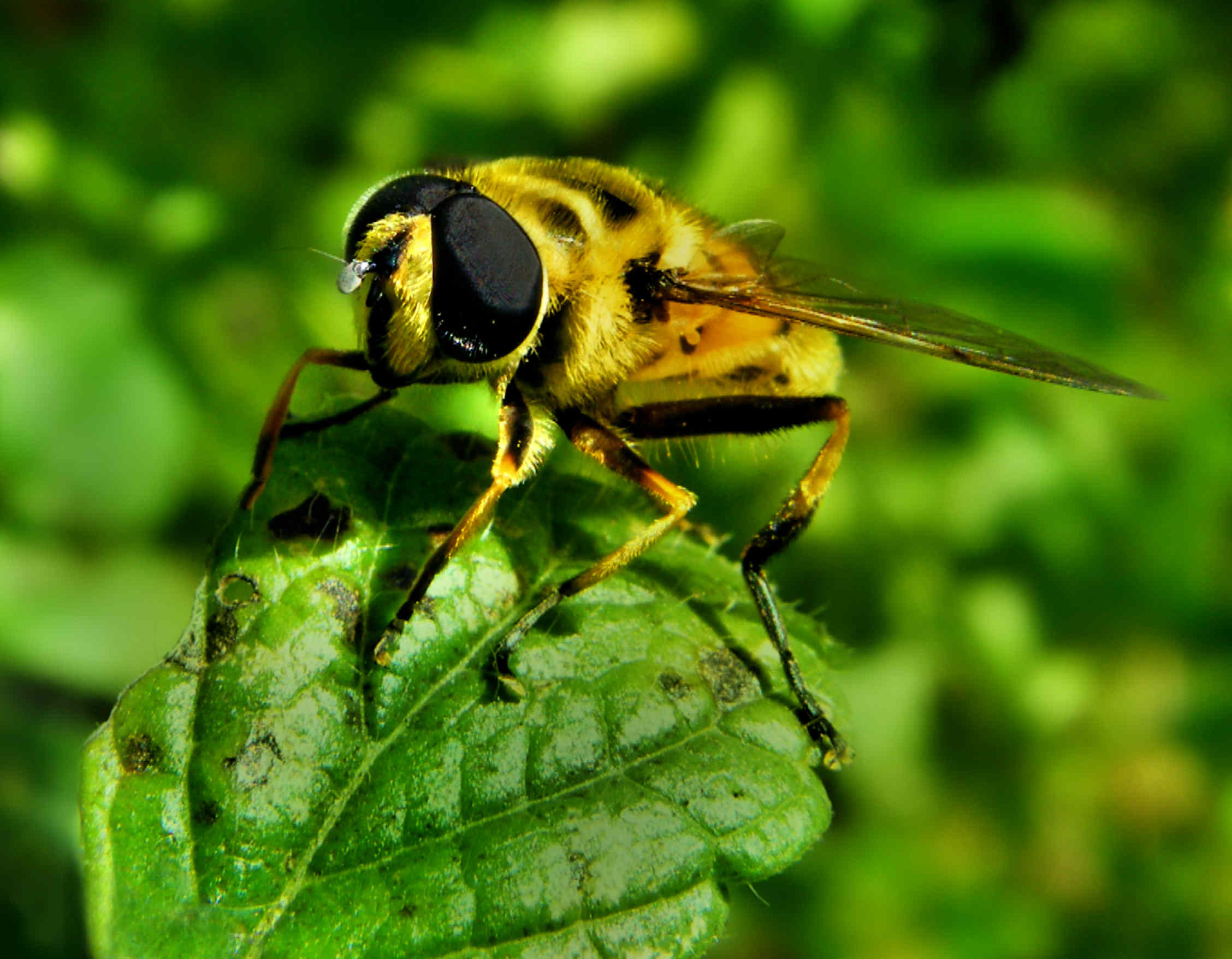
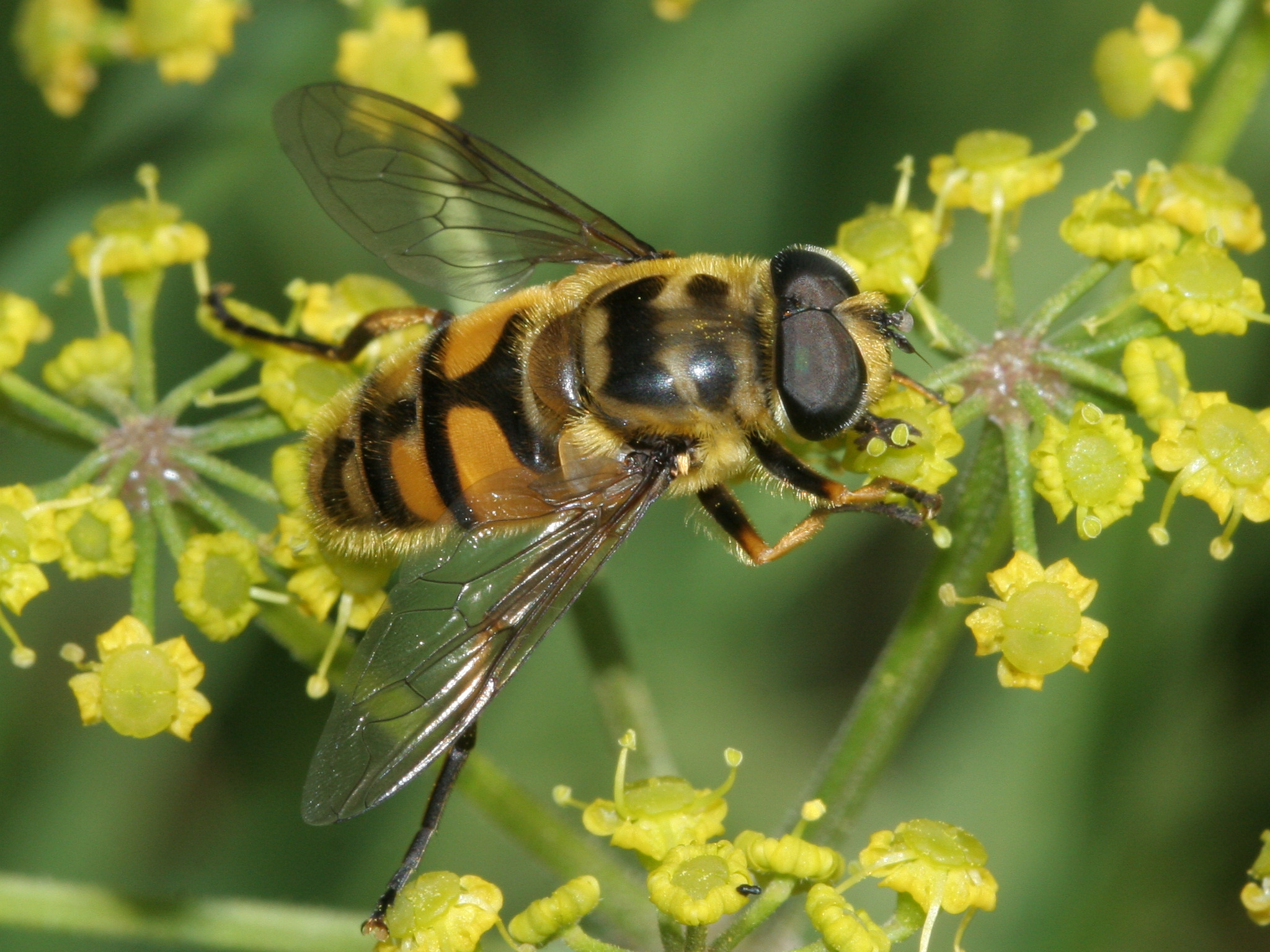
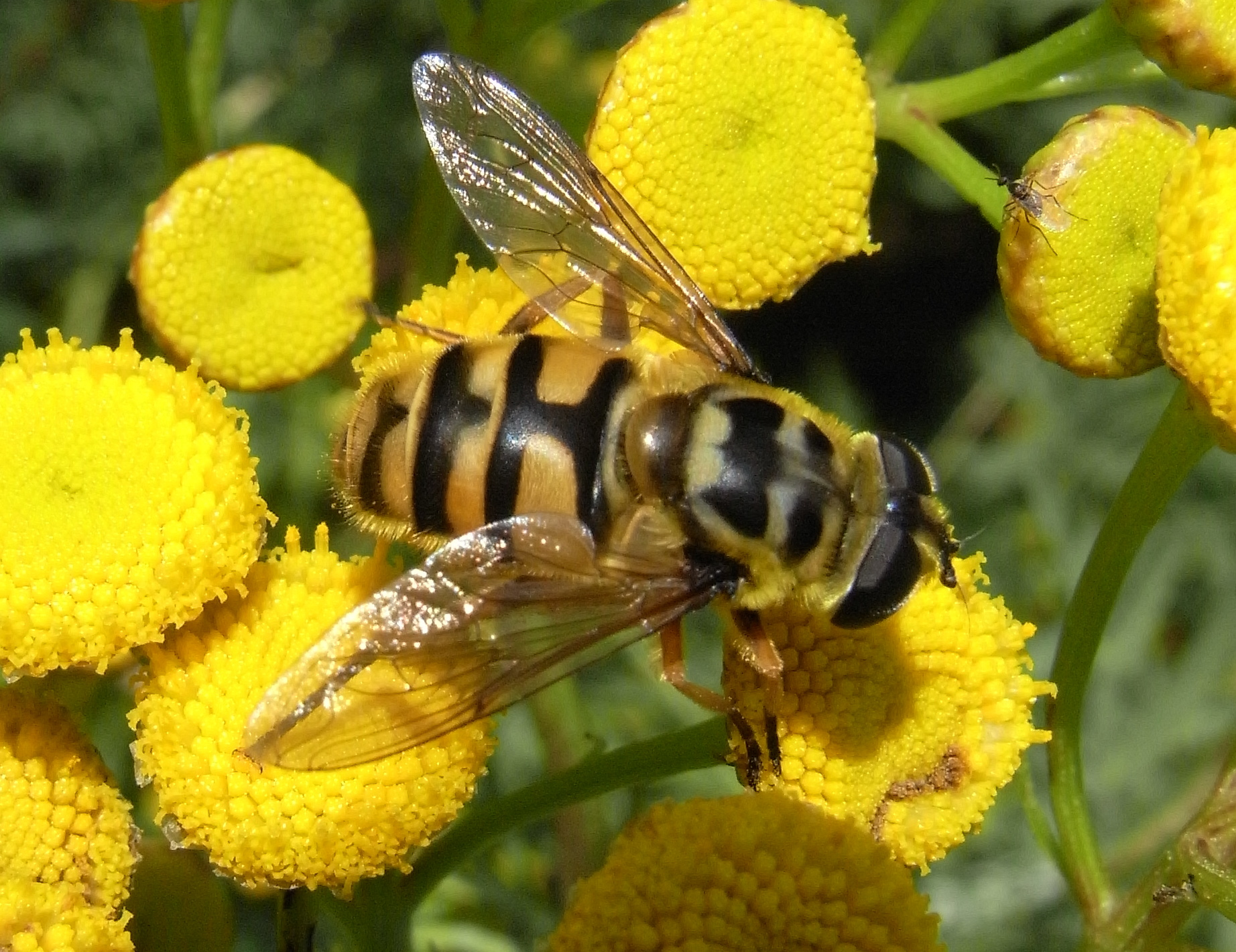